# 벨 430
벨 430은 벨 헬리콥터에서 개발한 다목적 헬리콥터이다.

## 운용

### 군용
- 도미니카 공군
- 에콰도르 해군

### 민수용
- 전라남도 소방항공대 : 대한민국
- 뉴욕주 경찰 : 미국
- 루이지애나주 경찰 : 미국

## 제원

벨 430의 삼면도

- 승무원 : 2명
- 승객 : 6 ~ 8명
- 길이 : 13.44m
- 높이 : 3.73m
- 기체중량 : 2,406kg
- 최대중량 : 4,218kg
- 최대속도 : 260km/h

## 같이 보기
- 벨 222
- 아구스타웨스틀랜드 AW109
- 유로콥터 AS365 도팽